# Bräkne herred
Bräkne härad (dansk: Bregne Herred) var et herred beliggende i Blekinge. Tingsted var Bräkne-Hoby. 